# Temporada 1994-95 de los New York Knicks
La temporada 1994-95 fue la cuadragésimo novena de los New York Knicks en la NBA. La temporada regular acabó con 55 victorias y 27 derrotas, ocupando el tercer puesto de la conferencia, clasificándose para los playoffs, donde cayeron en las semifinales de conferencia ante los Indiana Pacers.

## Elecciones en el Draft
| Ronda | Puesto | Jugador        | Posición | Nacionalidad   | Universidad   |
| ----- | ------ | -------------- | -------- | -------------- | ------------- |
| 1     | 24     | Monty Williams | Alero    | Estados Unidos | Notre Dame    |
| 1     | 26     | Charlie Ward   | Base     | Estados Unidos | Florida State |

## Temporada regular
| División Atlántico | División Atlántico | División Atlántico | División Atlántico | División Atlántico | División Atlántico | División Atlántico | División Atlántico | División Atlántico |
| Equipo             | G                  | P                  | %                  | PD                 | Casa               | Fuera              | Div                |                    |
| ------------------ | ------------------ | ------------------ | ------------------ | ------------------ | ------------------ | ------------------ | ------------------ | ------------------ |
| y-Orlando Magic    | 57                 | 25                 | .695               | —                  | 39–2               | 18–23              | 18–10              |                    |
| x-New York Knicks  | 55                 | 27                 | .671               | 2                  | 29–12              | 26–15              | 23–5               |                    |
| x-Boston Celtics   | 35                 | 47                 | .427               | 22                 | 20–21              | 15–26              | 14–14              |                    |
| Miami Heat         | 32                 | 50                 | .390               | 25                 | 22–19              | 10–31              | 9–19               |                    |
| New Jersey Nets    | 30                 | 52                 | .366               | 27                 | 20–21              | 10–31              | 13–15              |                    |
| Philadelphia 76ers | 24                 | 58                 | .293               | 33                 | 14–27              | 10–31              | 12–16              |                    |
| Washington Bullets | 21                 | 61                 | .256               | 36                 | 13–28              | 8–33               | 9–19               |                    |

## Playoffs

### Primera ronda
New York Knicks  vs. Cleveland Cavaliers
| Fecha       | Partido                                     | Ciudad     |
| ----------- | ------------------------------------------- | ---------- |
| 27 de abril | New York Knicks 103, Cleveland Cavaliers 79 | Nueva York |
| 29 de abril | New York Knicks 84, Cleveland Cavaliers 90  | Nueva York |
| 1 de mayo   | Cleveland Cavaliers 81, New York Knicks 83  | Cleveland  |
| 4 de mayo   | Cleveland Cavaliers 80, New York Knicks 93  | Cleveland  |
|             | New York Knicks gana las series 3-1         |            |

### Semifinales de Conferencia
New York Knicks vs. Indiana Pacers
| Fecha      | Partido                                 | Ciudad     |
| ---------- | --------------------------------------- | ---------- |
| 7 de mayo  | New York Knicks 105, Indiana Pacers 107 | Nueva York |
| 9 de mayo  | New York Knicks 96, Indiana Pacers 77   | Nueva York |
| 11 de mayo | Indiana Pacers 97, New York Knicks 95   | Indiana    |
| 13 de mayo | Indiana Pacers 98, New York Knicks 84   | Indiana    |
| 17 de mayo | New York Knicks 96, Indiana Pacers 95   | Nueva York |
| 19 de mayo | Indiana Pacers 82, New York Knicks 92   | Indiana    |
| 21 de mayo | New York Knicks 95, Indiana Pacers 97   | Nueva York |
|            | Indiana Pacers gana las series 4-3      |            |

## Estadísticas

### Temporada regular
| Rk | Jugador        | Edad | P  | PT | MP   | TC  | TCI  | %TC  | T3  | T3I | %T3  | TL  | TLI | %TL  | RO  | RD  | RT   | AS  | RB  | TAP | BP  | FP  | PTS  |
| -- | -------------- | ---- | -- | -- | ---- | --- | ---- | ---- | --- | --- | ---- | --- | --- | ---- | --- | --- | ---- | --- | --- | --- | --- | --- | ---- |
| 1  | Patrick Ewing  | 32   | 79 | 79 | 37.0 | 9.2 | 18.4 | .503 | 0.1 | 0.3 | .286 | 5.3 | 7.1 | .750 | 2.0 | 9.0 | 11.0 | 2.7 | 0.9 | 2.0 | 3.2 | 3.4 | 23.9 |
| 2  | John Starks    | 29   | 80 | 78 | 34.1 | 5.2 | 13.3 | .395 | 2.7 | 7.6 | .355 | 2.1 | 2.9 | .737 | 0.4 | 2.3 | 2.7  | 5.1 | 1.2 | 0.1 | 2.0 | 3.2 | 15.3 |
| 3  | Derek Harper   | 33   | 80 | 80 | 34.0 | 4.2 | 9.5  | .446 | 1.3 | 3.7 | .363 | 1.7 | 2.4 | .724 | 0.4 | 2.0 | 2.4  | 5.7 | 1.0 | 0.1 | 1.9 | 2.7 | 11.5 |
| 4  | Anthony Mason  | 28   | 77 | 11 | 32.4 | 3.7 | 6.6  | .566 | 0.0 | 0.0 | .000 | 2.5 | 3.9 | .641 | 2.4 | 6.1 | 8.4  | 3.1 | 0.9 | 0.3 | 1.6 | 3.3 | 9.9  |
| 5  | Charles Oakley | 31   | 50 | 49 | 31.3 | 3.8 | 7.9  | .489 | 0.1 | 0.2 | .250 | 2.4 | 3.0 | .793 | 3.1 | 5.8 | 8.9  | 2.5 | 1.2 | 0.1 | 2.1 | 3.6 | 10.1 |
| 6  | Charles Smith  | 29   | 76 | 58 | 28.3 | 4.6 | 9.8  | .471 | 0.1 | 0.4 | .226 | 3.4 | 4.2 | .792 | 1.9 | 2.4 | 4.3  | 1.6 | 0.6 | 1.3 | 1.9 | 3.8 | 12.7 |
| 7  | Hubert Davis   | 24   | 82 | 4  | 20.7 | 3.6 | 7.5  | .480 | 1.6 | 3.5 | .455 | 1.2 | 1.5 | .808 | 0.4 | 1.0 | 1.3  | 1.8 | 0.4 | 0.1 | 1.1 | 1.8 | 10.0 |
| 8  | Anthony Bonner | 26   | 58 | 23 | 19.4 | 1.5 | 3.3  | .456 | 0.0 | 0.1 | .200 | 0.8 | 1.2 | .657 | 1.9 | 2.6 | 4.5  | 1.4 | 0.8 | 0.4 | 1.4 | 2.7 | 3.8  |
| 9  | Doc Rivers     | 33   | 3  | 0  | 15.7 | 1.3 | 4.3  | .308 | 1.0 | 1.7 | .600 | 2.7 | 3.7 | .727 | 0.7 | 2.3 | 3.0  | 2.7 | 1.3 | 0.0 | 1.3 | 2.7 | 6.3  |
| 10 | Greg Anthony   | 27   | 61 | 2  | 15.5 | 2.1 | 4.8  | .437 | 0.9 | 2.5 | .361 | 1.0 | 1.2 | .789 | 0.1 | 0.9 | 1.0  | 2.6 | 0.8 | 0.1 | 0.9 | 1.6 | 6.1  |
| 11 | Herb Williams  | 36   | 56 | 3  | 13.3 | 1.5 | 3.2  | .456 | 0.0 | 0.0 |      | 0.4 | 0.7 | .622 | 0.4 | 1.9 | 2.4  | 0.5 | 0.2 | 0.8 | 0.7 | 1.9 | 3.3  |
| 12 | Monty Williams | 23   | 41 | 23 | 12.3 | 1.5 | 3.2  | .451 | 0.0 | 0.2 | .000 | 0.4 | 0.9 | .447 | 1.0 | 1.4 | 2.4  | 1.2 | 0.5 | 0.1 | 1.0 | 2.1 | 3.3  |
| 13 | Greg Kite      | 33   | 2  | 0  | 8.0  | 0.0 | 1.5  | .000 | 0.0 | 0.0 |      | 0.0 | 0.0 |      | 1.0 | 1.0 | 2.0  | 0.0 | 0.0 | 0.0 | 0.5 | 1.0 | 0.0  |
| 14 | Doug Christie  | 24   | 12 | 0  | 6.6  | 0.4 | 1.8  | .227 | 0.1 | 0.6 | .143 | 0.3 | 0.4 | .800 | 0.3 | 0.8 | 1.1  | 0.7 | 0.2 | 0.1 | 1.1 | 1.5 | 1.3  |
| 15 | Charlie Ward   | 24   | 10 | 0  | 4.4  | 0.4 | 1.9  | .211 | 0.1 | 1.0 | .100 | 0.7 | 1.0 | .700 | 0.1 | 0.5 | 0.6  | 0.4 | 0.2 | 0.0 | 0.8 | 0.7 | 1.6  |
| 16 | Ron Grandison  | 30   | 2  | 0  | 4.0  | 0.5 | 2.0  | .250 | 0.0 | 0.0 |      | 0.0 | 0.0 |      | 1.5 | 1.0 | 2.5  | 1.0 | 0.0 | 0.0 | 0.0 | 1.0 | 1.0  |

### Playoffs
| Rk | Jugador        | Edad | P  | PT | MP   | TC  | TCI  | %TC   | T3  | T3I | %T3  | TL  | TLI | %TL   | RO  | RD  | RT  | AS  | RB  | TAP | BP  | FP  | PTS  |
| -- | -------------- | ---- | -- | -- | ---- | --- | ---- | ----- | --- | --- | ---- | --- | --- | ----- | --- | --- | --- | --- | --- | --- | --- | --- | ---- |
| 1  | Charles Oakley | 31   | 11 | 11 | 38.3 | 4.5 | 9.9  | .450  | 0.4 | 0.9 | .400 | 3.8 | 4.6 | .824  | 2.8 | 5.6 | 8.5 | 3.7 | 1.7 | 0.5 | 2.2 | 3.8 | 13.1 |
| 2  | Patrick Ewing  | 32   | 11 | 11 | 36.3 | 7.3 | 14.2 | .513  | 0.1 | 0.3 | .333 | 4.4 | 6.4 | .686  | 1.5 | 8.1 | 9.6 | 2.5 | 0.5 | 2.3 | 2.7 | 4.6 | 19.0 |
| 3  | Derek Harper   | 33   | 11 | 11 | 35.3 | 5.1 | 9.9  | .514  | 2.5 | 4.3 | .574 | 1.6 | 2.2 | .750  | 0.5 | 3.0 | 3.5 | 5.6 | 1.0 | 0.1 | 2.4 | 2.6 | 14.3 |
| 4  | John Starks    | 29   | 11 | 11 | 34.5 | 5.3 | 11.7 | .450  | 2.7 | 6.6 | .411 | 2.4 | 3.8 | .619  | 0.2 | 2.1 | 2.3 | 5.2 | 1.2 | 0.1 | 2.4 | 3.6 | 15.6 |
| 5  | Anthony Mason  | 28   | 11 | 0  | 32.0 | 2.8 | 4.6  | .608  | 0.0 | 0.1 | .000 | 3.9 | 6.3 | .623  | 2.1 | 4.1 | 6.2 | 2.2 | 0.5 | 0.5 | 2.4 | 2.5 | 9.5  |
| 6  | Charles Smith  | 29   | 11 | 11 | 27.5 | 4.6 | 8.6  | .537  | 0.0 | 0.2 | .000 | 1.5 | 2.7 | .567  | 1.8 | 2.0 | 3.8 | 1.2 | 1.2 | 1.5 | 2.2 | 4.0 | 10.8 |
| 7  | Hubert Davis   | 24   | 11 | 0  | 16.7 | 1.5 | 4.4  | .354  | 0.9 | 2.5 | .370 | 0.2 | 0.2 | 1.000 | 0.0 | 0.6 | 0.6 | 0.8 | 0.1 | 0.5 | 0.8 | 1.8 | 4.2  |
| 8  | Greg Anthony   | 27   | 11 | 0  | 12.3 | 1.4 | 3.5  | .395  | 0.6 | 2.1 | .304 | 0.9 | 1.0 | .909  | 0.2 | 0.7 | 0.9 | 1.4 | 0.2 | 0.2 | 0.5 | 2.5 | 4.3  |
| 9  | Herb Williams  | 36   | 8  | 0  | 6.9  | 0.4 | 1.6  | .231  | 0.0 | 0.0 |      | 0.3 | 0.3 | 1.000 | 0.4 | 0.5 | 0.9 | 0.0 | 0.6 | 0.6 | 0.1 | 1.6 | 1.0  |
| 10 | Anthony Bonner | 26   | 6  | 0  | 6.3  | 1.0 | 1.8  | .545  | 0.0 | 0.2 | .000 | 0.5 | 1.0 | .500  | 0.7 | 0.7 | 1.3 | 0.3 | 0.2 | 0.2 | 0.5 | 1.0 | 2.5  |
| 11 | Monty Williams | 23   | 1  | 0  | 4.0  | 2.0 | 2.0  | 1.000 | 0.0 | 0.0 |      | 0.0 | 0.0 |       | 0.0 | 0.0 | 0.0 | 0.0 | 0.0 | 0.0 | 0.0 | 1.0 | 4.0  |
| 12 | Doug Christie  | 24   | 2  | 0  | 3.0  | 0.0 | 2.0  | .000  | 0.0 | 0.0 |      | 0.0 | 0.0 |       | 0.0 | 0.0 | 0.0 | 0.0 | 0.0 | 0.0 | 0.5 | 1.5 | 0.0  |

## Galardones y récords
| Jugador/Entrenador | Galardón                     |
| Anthony Mason      | Mejor sexto hombre de la NBA |
| Patrick Ewing      | All-Star                     |